# Форназе (Венеција)
Форназе (итал. Fornase) је насеље у Италији у округу Венеција, региону Венето.
Према процени из 2011. у насељу је живело 1996 становника. Насеље се налази на надморској висини од 3 м.